# Panobinostat
El panobinostat (LBH-589) es un fármaco experimental desarrollado por Novartis para el tratamiento del cáncer. Desde diciembre de 2008, se está probando su eficacia contra el linfoma cutáneo de células T (LCCT), leucemia mieloide crónica, síndrome mielodisplásico, cáncer de seno, cáncer de próstata y otros tipos de enfermedades en varios ensayos clínicos de fase II y III, por ejemplo un estudio fase III para LCCT.
El panobinostat ha demostrado actuar sinérgicamente con el sirolimus matando células pancreáticas cancerígenas en pruebas de laboratorio en la clínica Mayo. En este estudio, los investigadores encontraron que esta combinación destruyó hasta el 65 por ciento de células pancreáticas tumorales cultivadas. El hallazgo es importante debido a que las tres líneas celulares estudiadas eran resistentes a los efectos de la quimioterapia, como lo son la mayor parte de los tumores pancreáticos.
Actualmente ya comercializado en EE. UU., y recientemente, Novartis® ha recibido la aprobación de la U.E. para Farydak®, el primer anticancerígeno de su clase aprobado para pacientes con múltiples mielomas.

## Administración y dosificación
La dosis inicial recomendada de Farydak® es de 20mg. Un ciclo de tratamiento consiste en la administración vía oral 3 veces por semana, durante 2 semanas y descansando la tercera. Se repite el ciclo 8 veces (24 semanas), y puede considerarse extender el tratamiento 8 ciclos más, en pacientes que responden positivamente al tratamiento y que no presentan toxicidad grave.

## Mecanismo de acción
El panobinostat inhibe la enzima histona deacetilasa, un mecanismo mediado por apoptosis de las células malignas por medio de múltiples vías.
Las HDACs catalizan la eliminación de grupos acetilo de los residuos de lisina de histonas H3, H4 y algunas proteínas no histonas. La inhibición de la HDAC produce un aumento de la acetilación de las proteínas histonas. Este hecho provoca la relajación de la cromatina, dando lugar a una activación transcripcional. In vitro, panobinostat produce la acumulación de histonas acetiladas y otras proteínas, induciendo la detención del ciclo celular y/o apoptosis de algunas células transformadas. Panobinostat muestra más citotoxicidad hacia células tumorales comparado con células normales.

## Farmacodinamia
Efectos sobre la electrofisiología cardiaca:
Farydak® puede prolongar la repolarización ventricular cardiaca.

## Farmacocinética

### Absorción
La biodisponibilidad oral de Farydak® es del 21% aproximadamente. Las concentraciones máximas de panobinostat se observan a las 2 horas (Tmax) de la administración oral, en pacientes con cáncer avanzado. Su absorción es más rápida en condiciones de ayuno. 
La solubilidad acuosa es pH dependiente, a más pH menor solubilidad. 

### Distribución
Panobinostat se une en un 90% a proteínas plasmáticas humanas in vitro y su concentración es dosis dependiente. Es un sustrato de la P-glicoproteína.

### Metabolismo
Panobinostat sufre múltiples reacciones metabólicas, tales como procesos reducción, hidrólisis, oxidación, y glucuronidación. La fracción metabolizada a través del CYP3A4 es  aproximadamente el 40% del total del metabolismo hepático. In vitro, las contribuciones de las vías del CYP2D6 y CYP2C19 son menores. In vitro, UGT1A1, UGT1A3, UGT1A7, UGT1A8, UGT1A9 y UGT2B4 contribuyen a la glucuronidación.

### Eliminación
Se excreta principalmente en heces, entre un 44% y un 77%. La excreción urinaria se encuentra entre el 29% y el 51%. El aclaramiento es de 160 L/h y la vida media de eliminación, (t1/2) de 37 h. Se debe tener en cuenta que estos datos presentan una variabilidad interindividual del 65%.
Sexo, edad, peso y raza no parecen tener importancia significativa en su aclaramiento.

## Toxicidad

### Toxicidad en humanos

#### Reacciones adversas
- Diarrea: En caso de producirse, es posible el uso de antidiarreicos y se debe considerar la interrupción del tratamiento.
- Toxicidad cardiaca: puede causar problemas cardíacos graves y mortales, así como arritmias graves. Se debe evitar su uso en pacientes con antecedentes de infarto de miocardio reciente o angina inestable.
- Hemorragia: hemorragias graves e incluso mortales.
- Mielosupresión: trombocitopenia, neutropenia y anemia. Se debe estudiar el ajuste de la dosis.
- Infecciones: infecciones tanto localizadas como sistémicas, incluyendo neumonía, infecciones bacterianas, infecciones fúngicas invasivas, y las infecciones virales. Se debe evitar el inicio del tratamiento en pacientes con infecciones activas.
- Hepatotoxicidad: puede causar disfunción hepática, principalmente aumento de las transaminasas y la bilirrubina total. Se debe monitorear la función hepática antes del tratamiento y periódicamente durante el mismo. Habría que cambiar la dosis si se observan pruebas de función hepática anormal.
- Toxicidad Embrión-Fetal: puede causar daño fetal cuando se administra a mujeres embarazadas.

##### Otras reacciones menos frecuentes
- Infecciones e infestaciones: la hepatitis B.
- Trastornos endocrinos: hipotiroidismo.
- Trastornos metabólicos y nutricionales: hiperglucemia, deshidratación, retención de líquidos, hiperuricemia, hipomagnesemia.
- Trastornos del sistema nervioso: mareo, dolor de cabeza, síncope, temblor, disgueusia.
- Trastornos cardíacos: palpitaciones.
- Trastornos vasculares: hipotensión, hipertensión, hipotensión ortostática.
- Desórdenes respiratorios, torácicos y mediastínicos: tos, disnea, insuficiencia respiratoria, estertores, sibilancias.
- Trastornos gastrointestinales: dolor abdominal, dispepsia, gastritis, queilitis, distensión abdominal, sequedad de boca, flatulencia, colitis, dolor gastrointestinal.
- Trastornos cutáneos y subcutáneos: lesiones en la piel, erupción cutánea, eritema.
- Trastornos musculoesqueléticos y del tejido conjuntivo: inflamación de las articulaciones.
- Trastornos renales y urinarios: insuficiencia renal, incontinencia urinaria.
- Trastornos generales y alteraciones en el lugar de administración: escalofríos.
- Investigaciones: urea en sangre aumentada, la tasa de filtración glomerular disminuida, la fosfatasa alcalina en sangre aumentada.
- Trastornos psiquiátricos: insomnio.[6]

#### Interacciones
Panobinostat es un substrato del CYP3A4 e inhibe la CYP2D6.
- Inhibidores potentes del CYP3A4: incrementan la concentración de panobinostat en sangre. En caso de administración conjunta con inhibidores fuertes del CYP3A4 (itraconazol, ketoconazol o claritromicina) habría que reducir la dosis de panobinostat.
- Inductores potentes del CYP3A4: Reducen concentración de panobinostat en sangre, habría que evitar el uso concomitante con panobinostat.
- Substratos CYP2D6 sensibles (desipramina, dextrometorfano) o Substratos CYP2D6 con margen terapéutico estrecho (tioridazina): Aumenta su concentración en sangre al ser administrados junto con panobinostat, se debe evitar su uso concomitante.
- Antiarrítmicos (amiodarona, quinidina), y otros fármacos que también prolongan la repolarización ventricular cardiaca (cloroquina, claritromicina): Se debe evitar el uso concomitante con panobinostat, ya que él también produce este efecto.
- Antieméticos con riesgo conocido de prolongar la repolarización ventricular cardiaca (ondansetrón, dolasetrón): Se pueden utilizar conjuntamente con panobinostat, siempre que se monitoree frecuentemente la función cardiaca.
- Actúa sinérgicamente con etoposido, cisplatino y doxorrubicina,[10] aumentado sus efectos citotóxicos.[11]
- Ritonavir actúa sinérgicamente con panobinostat, potenciando la acetilación de histonas.;[12][6]

#### Sobredosis
Se cuenta con información limitada frente a las posibles consecuencias de una sobredosis por panobinostat. Se manifiesta con alteraciones hematológicas (trombocitopenia, pancitopenia) y trastornos gastrointestinales (diarrea, náuseas, vómitos y anorexia).
Para evitar sobredosis: monitorear periódicamente la función cardíaca y controlar que el balance de electrolitos sea correcto.
Se desconoce si panobinostat es dializable.

### Estudios de toxicidad

#### Carcinogénesis, mutagénesis y fertilidad
- Carcinogénesis: no se han realizado estudios.
- Mutagénesis: Panobinostat resultó mutagénico en el ensayo de Ames; causó endoreduplicación en linfocitos de sangre periférica humana in vitro y el ensayo COMET en células in vitro de linfoma de ratón reveló daño en el ADN.
- Fertilidad femenina: en estudios en ratas en los que se administró panobinostat antes del apareamiento, durante el periodo de apareamiento y en los primeros días de gestación se observó una reducción en el número de embarazos viables.[13]
- Fertilidad masculina: estudios de toxicidad vía oral llevados a cabo en perros mostraron: atrofia de próstata, degeneración testicular, reducción de gránulos secretores y oligospermia.[6]

#### Otros efectos tóxicos observados en estudios en animales
Algunos efectos tóxicos que se han observado en animales pero que no se manifiestan en seres humanos, o con una muy baja incidencia, son:
- Alteraciones hormonales en la tiroides, entre las que se incluyen: disminución de la triyodotironina (T3), disminución de la tetrayodotironina (T4), y disminución de la hormona estimulante de la tiroides (TSH). Se observaron en estudios en ratas y perros.
- Cambios histopatológicos de la tiroides como aumento de la hipertrofia folicular o vacuolización epitelial.
- Modificaciones de la médula ósea: hiperostosis, plasmocitosis
- Metaplasia ósea del pulmón y de la piel e hiperplasia del papiloma: en estudios llevados a cabo en perros durante 39 semanas.[6]